# John Manussis
Le Capitaine John Manussis est un ancien pilote de rallyes et sur circuits, kenyan, membre du Royal East African Automobile club en 1953.

## Biographie
Ce pilote a également couru sur Jaguar C-type et Ford Zodiac, ainsi que sur les circuits de Reims, de Dunrod, et de Brands Hatch en Grand-Prix en 1963.

## Palmarès
- 9e East African Rally du Kenya: 1961, sur Mercedes-Benz 220SE (avec deux copilotes: William "Bill" Coleridge, et David A.Beckett):
- 1er de la Classe E (plus de 2L.) du East African Safari Rally du Kenya en 1961 (avec ces derniers):
- 1er de la Classe D (plus de 1L.) du Corona Safari Rally du Kenya en 1953 (1re édition), sur Chevrolet (copilote Johnny Boyes);
  - 2e de la classe lion (plus de 850 cm3) du corona safari rally kénian en 1958, sur Mercedes 219 (copilote K.Savage).